# Episodi di Entourage (ottava stagione)
L'ottava e ultima stagione di Enturage è stata trasmessa negli Stati Uniti d'America dal 24 luglio all'11 settembre 2011 su HBO.
In Italia è stata trasmessa da Rai 4 dal 10 al 21 gennaio 2013.
| nº | Titolo originale | Titolo italiano | Prima TV USA      | Prima TV Italia |
| -- | ---------------- | --------------- | ----------------- | --------------- |
| 1  | Home Sweet Home  | Casa dolce casa | 24 luglio 2011    | 10 gennaio 2013 |
| 2  | Out with a Bang  | Con il botto    | 31 luglio 2011    | 11 gennaio 2013 |
| 3  | One Last Shot    |                 | 7 agosto 2011     | 14 gennaio 2013 |
| 4  | Whiz Kid         |                 | 14 agosto 2011    | 15 gennaio 2013 |
| 5  | Motherf*cker     |                 | 21 agosto 2011    | 16 gennaio 2013 |
| 6  | The Big Bang     |                 | 28 agosto 2011    | 17 gennaio 2013 |
| 7  | Second to Last   |                 | 4 settembre 2011  | 18 gennaio 2013 |
| 8  | The End          |                 | 11 settembre 2011 | 21 gennaio 2013 |